# 幸福堂

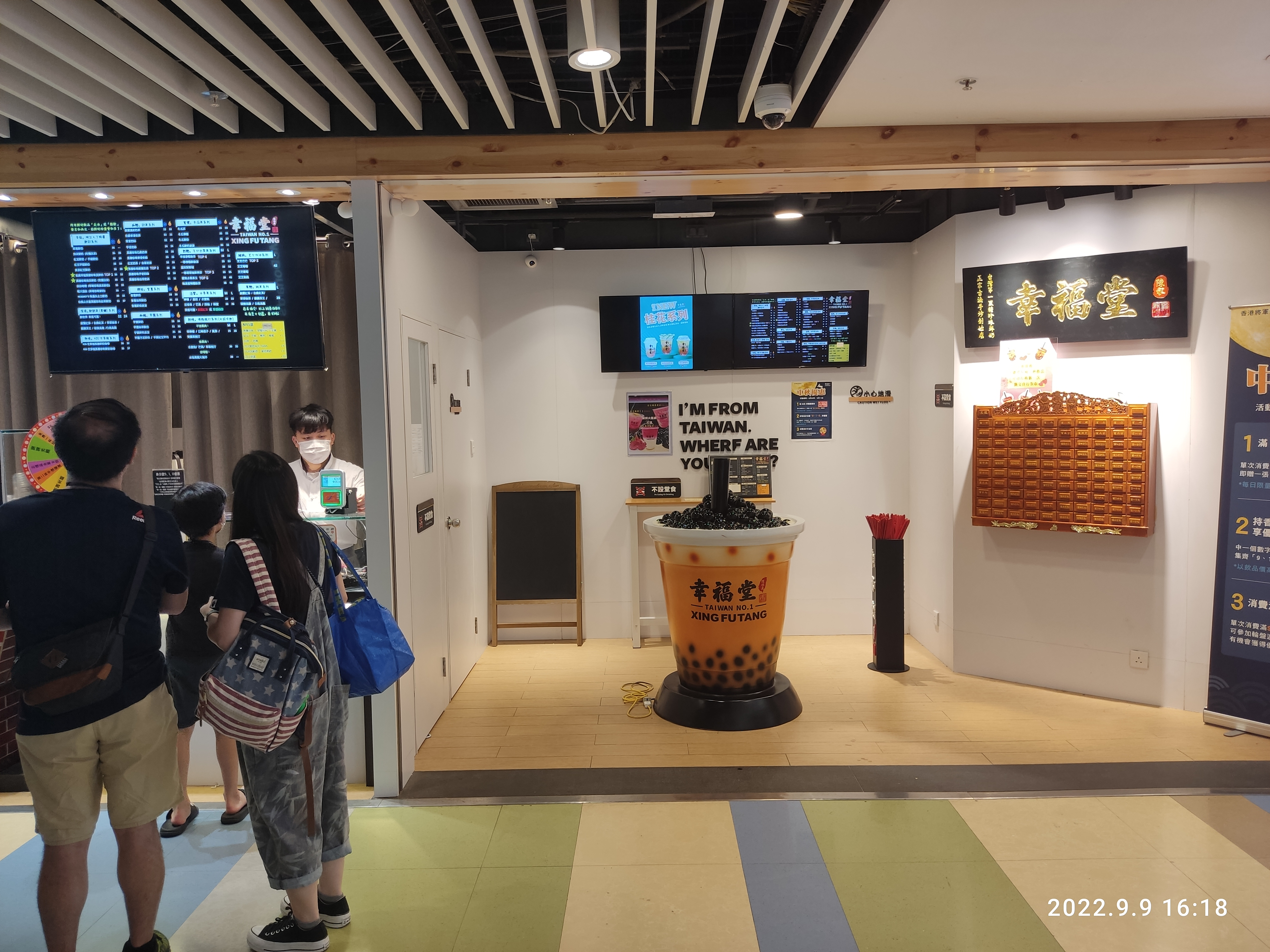

幸福堂，是一個起源於臺灣的連鎖手搖飲料店品牌。

## 社会事件

### 代理商糾紛
- 2019年，幸福堂台湾总公司与香港分公司爆发授权协议风波，互相指控侵权[3]，并一度停业[4]，后又由台湾总公司直接营运重新开业。[5]
- 2020年，马来西亚代理商指控台湾总部“巧立名目收费”。[6]

### 被指控“台独”
2019年，随香港反送中事件升级，台湾饮品连锁店"一芳水果茶"香港分店在门口贴出一张"与香港人同行"的打印纸张，一国两制问题遂在中国大陆互联网不断发酵，大陆网民指责其不尊重消费者感情，多个香港和台湾品牌都卷入这场“站队”中。
随后，幸福堂被大陆网友列入支持一国两制的“黑白名单”中。在接下来的几天后，幸福堂发表了题为《不會為了錢而出賣台灣》的文章，宣称自己的“愛台灣的飲料品牌”。

## 外部連結
- 幸福堂官方網站（页面存档备份，存于）（英文）
- 幸福堂的Facebook專頁
- 幸福堂instagram